# Castellar de la Ribera
Castellar de la Ribera è un comune spagnolo di 153 abitanti situato nella comunità autonoma della Catalogna, nella provincia di Lleida.